# Halowe Mistrzostwa Europy w Lekkoatletyce 1983 – skok w dal mężczyzn
Skok w dal mężczyzn – jedna z konkurencji technicznych rozgrywanych podczas halowych lekkoatletycznych mistrzostw Europy w Sportscsarnok w Budapeszcie. Rozegrano od razu finał 6 marca 1983. Zwyciężył reprezentant Węgier László Szalma. Tytułu zdobytego na poprzednich mistrzostwach nie bronił Henry Lauterbach z Niemieckiej Republiki Demokratycznej.

## Rezultaty

### Finał
Wystąpiło 12 skoczków.

Opracowano na podstawie materiału źródłowego.
| Miejsce | Zawodnik             | Wynik |
| ------- | -------------------- | ----- |
| 1       | László Szalma        | 7,95  |
| 2       | Gyula Pálóczi        | 7,90  |
| 3       | Jens Knipphals       | 7,82  |
| 4       | Antonio Corgos       | 7,78  |
| 5       | Andrzej Klimaszewski | 7,76  |
| 6       | Jarmo Kärnä          | 7,73  |
| 7       | Dimitrios Delifotis  | 7,73  |
| 8       | Jordan Janew         | 7,71  |
| 9       | René Gloor           | 7,52  |
| 10      | Zdeněk Hanáček       | 7,30  |
| 11      | Ronald Desruelles    | 7,21  |
| 12      | Norbert Brige        | 7,18  |